# Renault Type V

Renault Type V (b) Doppelphaeton (1904)

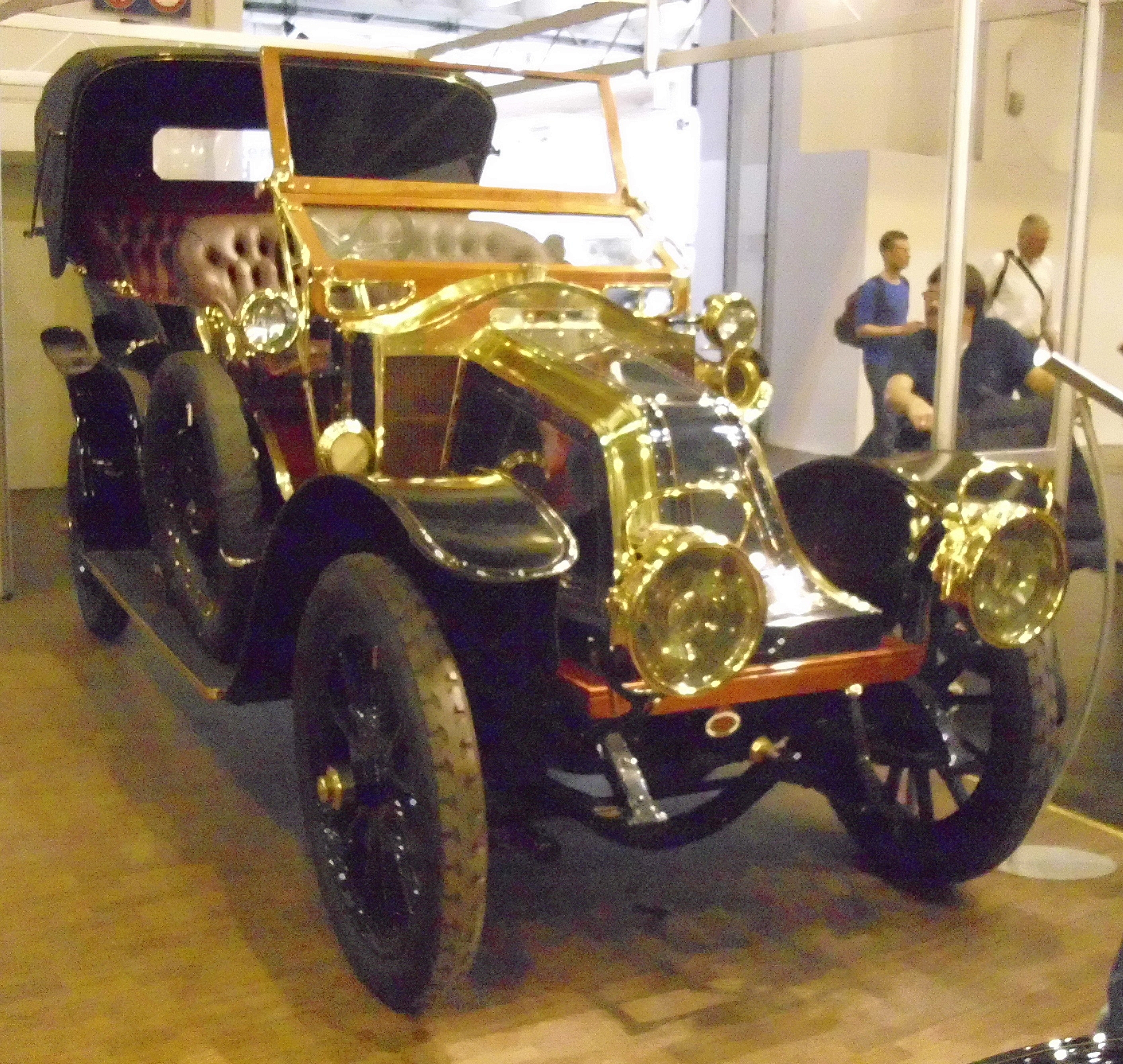
Renault Type V-1 Doppelphaeton von Brewster (1909)

Der Renault Type V war ein frühes Personenkraftwagenmodell von Renault. Es gab die Ausführungen Type V (a), Type V (b), Type V (c) und Type V-1. Sie wurden auch 20 CV bzw. 20/30 CV im Jahre 1909 genannt.

## Beschreibung
Dieses Modell war Renaults erstes Modell der Oberen Mittelklasse. Die Präsentation fand auf dem Pariser Automobilsalon im Dezember 1904 statt. Am 14. Januar 1905 erteilte die nationale Zulassungsbehörde die Zulassung. Nachfolger wurde 1909 der Renault Type AS.
Ein wassergekühlter Vierzylindermotor mit 100 mm Bohrung und 140 mm Hub leistete aus 4398 cm³ Hubraum 20 PS (15 kW). Der Wagen hatte Hinterradantrieb mit Kardanwelle. Je nach Übersetzung erreichte er eine Höchstgeschwindigkeit von 49 km/h bis 71 km/h.
Das Messefahrzeug von Dezember 1904 hatte vorne wie hinten Räder mit zwölf Speichen. In der Serienfertigung hatten die vorderen Räder nur zehn Speichen. Im Laufe des Jahres 1905 erhielten dann auch die hinteren Räder zehn Speichen.

### Renault Type V (a)
Die Version Type V (a) hatte einen Radstand von 272 cm und eine Spurweite von 140 cm. Das Fahrzeug war 380 cm lang und 165 cm breit. Das Fahrgestell wog 900 kg, das Komplettfahrzeug 1400 bis 1500 kg. Der Preis betrug 16.500 Franc bzw. 18.000 Franc für ein Doppelphaeton. Mitte 1906 wurde diese Version eingestellt.

### Renault Type V (b)
Der Renault Type V (b) hatte einen Radstand von 291 cm und war 400 cm lang. Spurweite und Breite waren die gleichen wie beim Type V (a). Ebenso werden für das Gewicht und den Preis die gleichen Daten angegeben. Doppelphaeton, Phaeton und Limousine sind überliefert. Mitte 1906 endete auch die Produktion des Type V (b).

### Renault Type V (c)
Die Variante Type V (c) wurde nur bis 1905 angeboten. Sie entsprach dem Type V (b). Allerdings war ein Landaulet die einzige angebotene Karosserieform. Der Preis ist nicht überliefert.

### Renault Type V-1
Die nationale Zulassungsbehörde erteilte dem Type V-1 am 16. Juni 1906 die Zulassung. Der Motor war unverändert. Der Radstand betrug nach Wahl 308 cm oder 325 cm bei 140 cm Spurweite. Das Fahrzeug war je nach Radstand 426,5 cm oder 443,5 cm lang und 168 cm breit. Das Fahrgestell wog 900 kg. Limousine, Landaulet und Doppelphaeton sind bekannt. Der Neupreis betrug 1906 und 1907 16.500 Franc, 1908 16.000 Franc und 1909 15.500 Franc. Die Höchstgeschwindigkeit war mit 60 km/h bis 73 km/h angegeben.
Der amerikanische Oldtimerhändler Hyman Ltd. stellte im März 2014 auf der Techno-Classica in Essen einen Type V-1 von 1909 als Doppelphaeton aus und bot das Fahrzeug im Internet zum Kauf an.